# Đại dương Paleo-Tethys

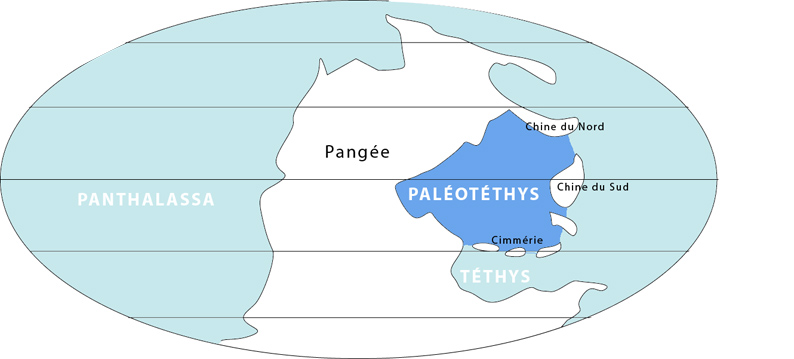
Bản đồ đại dương Paleo-Tethys, khoảng 280 Ma.

Đại dương Paleo-Tethys hay đại dương Palaeo-Tethys, đại dương Cổ-Tethys là một đại dương cổ đại trong đại Cổ sinh. Nó nằm giữa siêu lục địa Gondwana cổ đại và cái gọi là các địa thể Hun. Chúng được phân chia thành địa thể Hun châu Âu (ngày nay là lớp vỏ Trái Đất tại các phần thuộc Trung Âu (gọi là "Armorica") ngày nay và bán đảo Iberia) và địa thể Hun châu Á (ngày nay là lớp vỏ Trái Đất thuộc Trung Quốc và các phần ở miền đông Trung Á). Một phay biến dạng được coi là nguyên nhân đã chia tách hai địa thể này.

## Hình thành và phát triển
Đại dương Paleo-Tethys bắt đầu hình thành khi 2 địa thể nhỏ nứt và tách ra khỏi Gondwana vào cuối kỷ Ordovic để bắt đầu chuyển động về phía Euramerica ở phía bắc, trong tiến trình mà đại dương Rheic (nằm giữa lục địa Euramerica và các địa thể Hun) bắt đầu suy giảm để cuối cùng biến mất. Trong kỷ Devon, phần phía đông của Paleo-Tethys đã mở rộng ra khi hai tiểu lục địa Hoa Bắc và Hoa Nam đều di chuyển về hướng bắc. Điều này làm cho đại dương Proto-Tethys, tiền nhiệm của Paleo-Tethys, bị suy giảm, cho đến Hậu Than đá, khi Hoa Bắc va chạm với lục địa Siberia. Tuy nhiên, vào cuối kỷ Devon, một đới ẩn chìm đã phát triển ở phía nam các địa thể Hun, nơi mà lớp vỏ đại dương của Paleo-Tethys bị chìm xuống. Gondwana đã bắt đầu chuyển động về phía bắc, trong một tiến trình mà phần phía tây của Paleo-Tethys khép lại.
Trong kỷ Than đá, va chạm lục địa diễn ra giữa Euramerica và địa thể Hun châu Âu, tại Bắc Mỹ nó được gọi là kiến tạo sơn Allegheny, tại châu Âu là kiến tạo sơn Variscia. Đại dương Rheic đã hoàn toàn biến mất và phần phía tây của Paleo-Tethys đang khép lại.
Vào cuối kỷ Permi, mảng Cimmeria nhỏ và thuôn dài (ngày nay là lớp vỏ thuộc Thổ Nhĩ Kỳ, Iran, Tây Tạng và các phần của Đông Nam Á) đã tách ra từ Gondwana (khi đó là một phần của Pangaea). Ở phía nam của lục địa Cimmeria thì một đại dương mới, Neo-Tethys, đã được tạo ra. Vào cuối kỷ Trias, tất cả những gì còn lại của đại dương Paleo-Tethys chỉ là một eo biển hẹp. Vào đầu kỷ Jura, trong vai trò là một phần của kiến tạo sơn Alps, lớp vỏ đại dương của Paleo-Tethys bị chìm xuống phía dưới mảng Cimmeria, khép đại dương này lại từ phía tây sang phía đông. Dấu tích còn lại cuối cùng của đại dương Paleo-Tethys có thể là lớp vỏ đại dương dưới đáy biển Đen.
Đại dương Paleo-Tethys nằm tại nơi mà Ấn Độ Dương và Nam Á ngày nay đang nằm.

## Hình ảnh

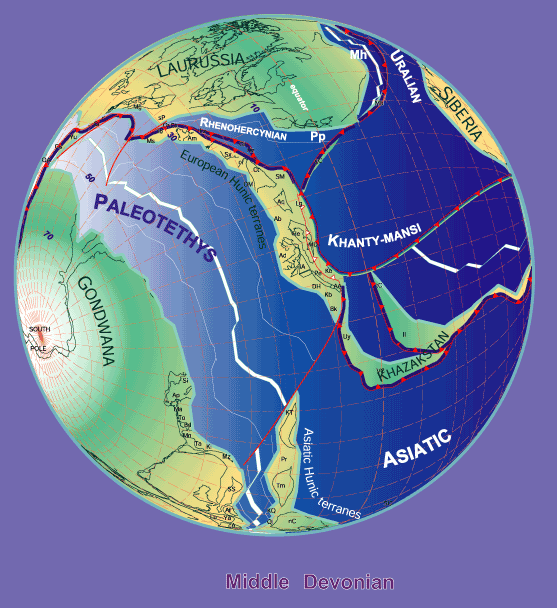
Đại dương Paleo-Tethys vào khoảng 380 Ma, giữa kỷ Devon.
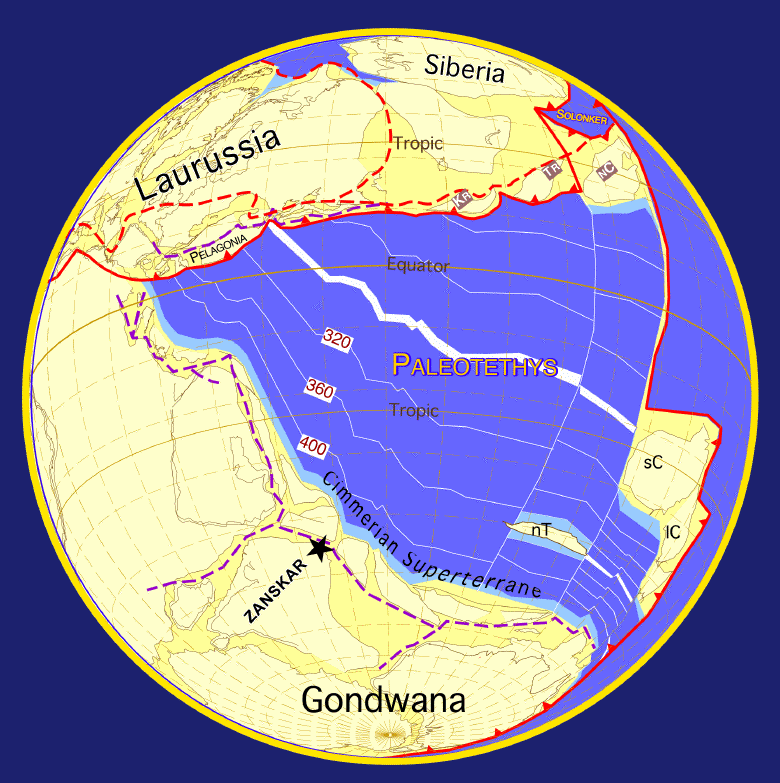
Hình đại dương Paleo-Tethys, trước khi mảng Cimmeria di chuyển về phía bắc, làm cho đại dương này bị khép lại, khoảng 290 ~180 Ma (Tiền Permi).
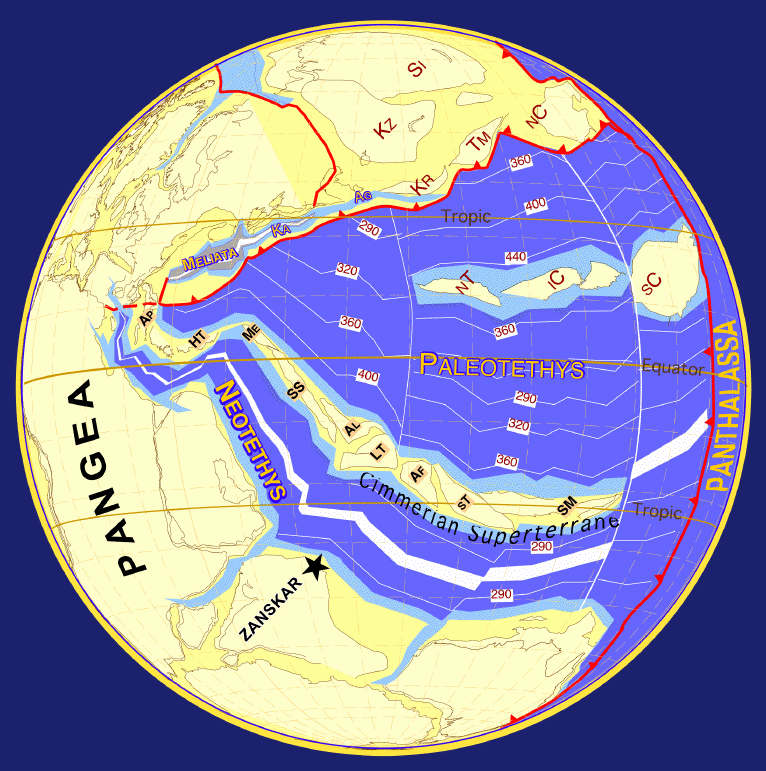
Mảng Cimmeria bắt đầu chuyển động về phía bắc, khép đại dương Paleo-Tethys lại, trong khi đại dương Neo-Tethys bắt đầu mở rộng ra từ phía nam, khoảng 249 Ma (ranh giới Permi-Trias).
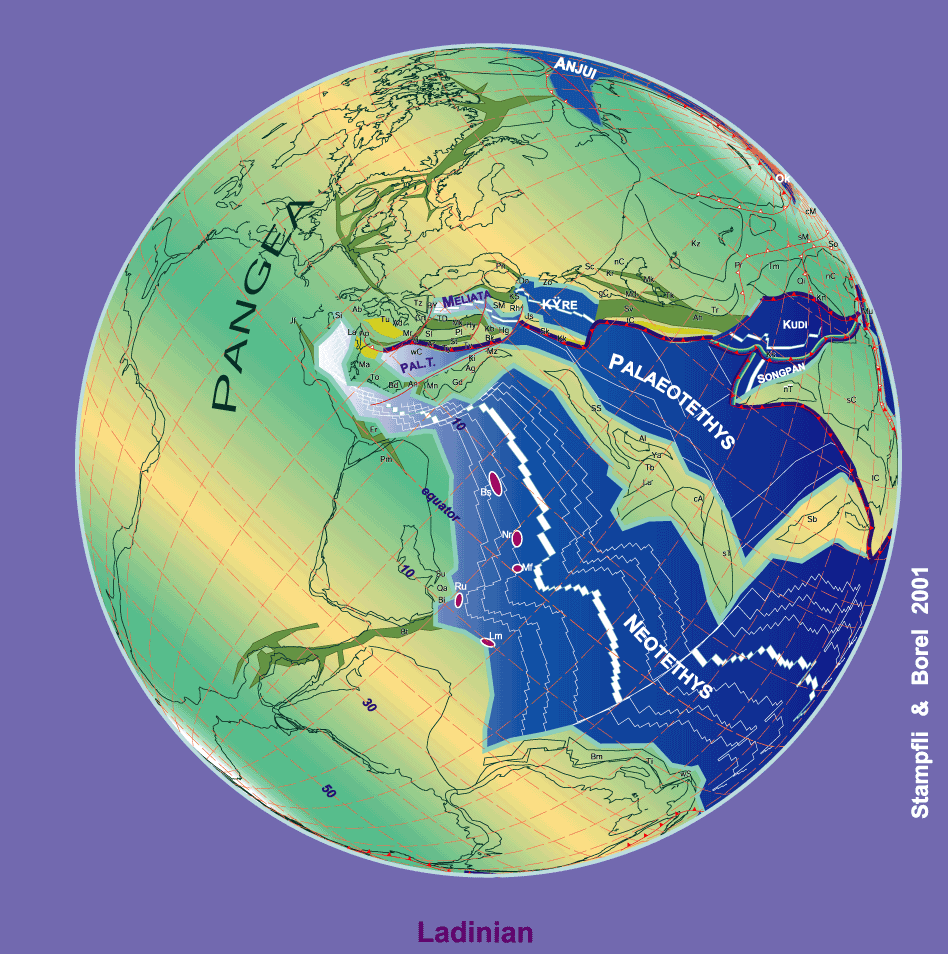
Cimmeria, ở phía bắc là Palaeotethys và miền nam là NeoTethys. Khoảng 230 Ma (Trias).

## Lưu ý
Trong các tài liệu cũ, thường người ta không phân biệt Palaeo-Tethys với các đại dương có sau nó như (Neo-) Tethys. Tuy nhiên, sau khi có các mô hình mảng kiến tạo mới hơn thì người ta phân biệt chúng thành hai đại dương, nằm xấp xỉ trên cùng một vị trí với Neo-Tethys xuất hiện trong kỷ Permi nằm giữa Gondwana và Cimmeria, trước khi hình thành đại dương Tethys.